# Wrangellovo pohoří
Wrangellovo pohoří (anglicky Wrangell Mountains) je pohoří nacházející se na jihovýchodě Aljašky a na jihozápadě teritoria Yukon v Kanadě. Většina pohoří je vulkanického původu a nachází se zde druhý (Mount Blackburn) a třetí (Mount Sanford) nejvyšší vulkán ve Spojených státech. Nejvyšší horou je Mount Blackburn s nadmořskou výškou 4 996 m . Severozápadně od pohoří leží Aljašské hory, jihovýchodně pohoří Saint Elias Mountains a jihozápadně Chugach Mountains. Pohoří je nazváno na počest ruského admirála Ferdinanda Petroviče Wrangela.

## Charakteristika
Pohoří se rozkládá zhruba mezi 62° severní šířky a mezi 142° a 145° západní délky. Protože celé pásmo tvoří přirozenou „ochranu“ vnitrozemí před vlhkým a teplejším prouděním od Pacifiku patří oblast severně od něj k nejchladnějším oblastem Severní Ameriky. Větší část pohoří v oblasti patřící USA se nachází v národním parku Wrangell-St. Elias, většina kanadské části leží v národním parku Kluane. Oba tyto parky jsou součástí světového přírodního dědictví UNESCO pod společným názvem Kluane / Wrangell–St. Elias / Glacier Bay / Tatshenshini-Alsek.

## Vrcholy
Nejvyššími vrcholy pohoří Wrangell jsou:
- Mount Blackburn (4 996 m n. m.) – Aljaška
- Mount Sanford (4 949 m n. m.) – Aljaška
- Mount Wrangell (4 317 m n. m.) – Aljaška
- Regal Mountain (4 220 m n. m.) – Aljaška
- Mount Jarvis (4 091 m n. m.) – Aljaška
- Mount Wood (4 842 m n. m.) – Kanada
- Mount Zanetti (3 965 m n. m.) – Aljaška